# Pseudagrion microcephalum
Pseudagrion microcephalum – gatunek ważki z rodziny łątkowatych (Coenagrionidae). Szeroko rozprzestrzeniony – występuje od Indii, Sri Lanki, Nepalu, południowych Chin i Japonii przez Azję Południowo-Wschodnią po Australazję (na wschód po Tonga).
W lutym 2020 roku stwierdzono samicę tego gatunku (niedługo po przeobrażeniu) w Krakowie, w sklepie zoologicznym z akwariami. Prawdopodobnie dotarła do Polski jako jajo lub larwa wraz z pochodzącymi z Azji Południowo-Wschodniej roślinami akwariowymi. Był to czwarty znany przypadek zawleczenia egzotycznego gatunku ważki do Polski (po Mecistogaster sp., Crocothemis servilia i Ischnura senegalensis).